# Cratere Simpelius
Simpelius è un cratere lunare di 68,89 km di diametro situato nella parte sud-orientale della faccia visibile della Luna.